# ژاک توبه
ژاک توبه (انگلیسی: Jacques Thubé؛ ۲۲ ژوئن ۱۸۸۲ – ۱۴ مهٔ ۱۹۶۹) قایقران قایق بادبانی اهل فرانسه بود.